# Флаг Негри-Сембилана
Флаг Негри-Сембилана (малайск. Bendera Negeri Sembilan) — официальный символ малайзийского штата Негри-Сембилан.
Представляет собой прямоугольное жёлтое полотнище с крыжом, состоящим из красного (сверху) и чёрного (снизу) треугольников, разделительная линия между которыми равна половине диагонали флага, условно проведенной из верхнего древкового угла полотнища к его нижнему свободному углу (то есть ширина крыжа равна половине ширины флага, а длина крыжа — половине длины флага).

## Символика
Жёлтое полотнище флага представляет правителя (малайск. Yang di-Pertuan Besar). Красный цвет символизирует его подданных (малайск. rakyat), а чёрный — символ ундангов (малайск. undang)- правителей четырёх крупнейших минангкабауских княжеств, из которых был создан Негри-Сембилан.

## История
До настоящего времени не опубликован документ об утверждении флага Негри-Сембилана, но в канцелярии государственного секретаря Негри-Сембилана в документе под номером 490/53 отмечается, что флаг был создан и начал использоваться в 1895 году в связи с включением Негри-Сембилана в состав Федерированных малайских государств.
Первоначально красный цвет на флаге Негри-Сембилана означал лояльность к британским властям и после предоставления 31 августа 1957 года независимости Малайской Федерации Государственный Законодательный совет внёс в 1957 году на рассмотрение Государственного Исполнительного совета Негри-Сембилана предложение об устранении с флага красного цвета. Но, в связи с тем, что красный цвет используется на флагах Кедаха и  Селангора, по предложению Тан Сри Абдул Самад Хаджи Идриса, который был тогда председателем Государственного Исполнительного совета, чтобы заменить значение красного цвета на флаге Негри-Сембилана, придав ему символическое значение, как олицетворяющего «людей, которые получили право на государственную конституцию». Это решение Исполнительного Государственного Совета одобрил и утвердил 29 декабря 1960 года правитель Негри-Сембилана.
Флаг британского резидента в Негри-Сембилане повторял флаг государства, но при этом имел две косицы (вырез в виде ласточкина хвоста на свободном крае полотнища). 
Гюйсом Негри-Сембилана было прямоугольное полотнище, состоящее из красного треугольника у верхнего края, чёрного — у нижнего края, и двух жёлтых — у древкового и свободного краёв.